# کسی دیگر (ترانه)
«کسی دیگر» ترانه‌ای از چهارمین آلبوم مایلی سایرس هنرمند اهل ایالات متحده آمریکا مایلی سایرس است. تهیه کننده و ترانه سرای این ترانه مایک ویل مید ایت می باشد. این ترانه رتبه ۹۳ از ۱۰۰ آهنگ داغ بیلبورد را بدست آورده است.